# Монстр-трак

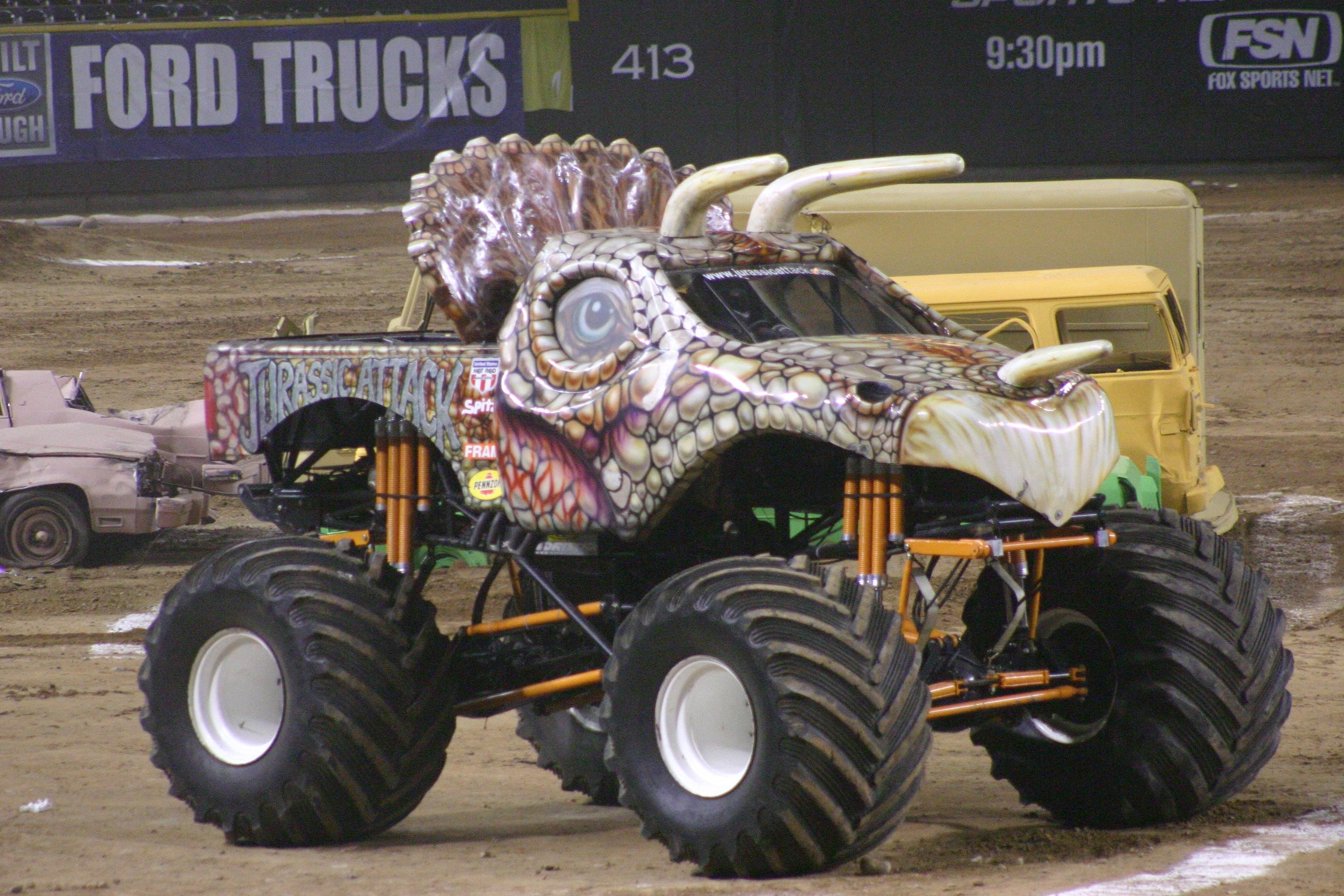
Jurassic Attack в виде трицератопса

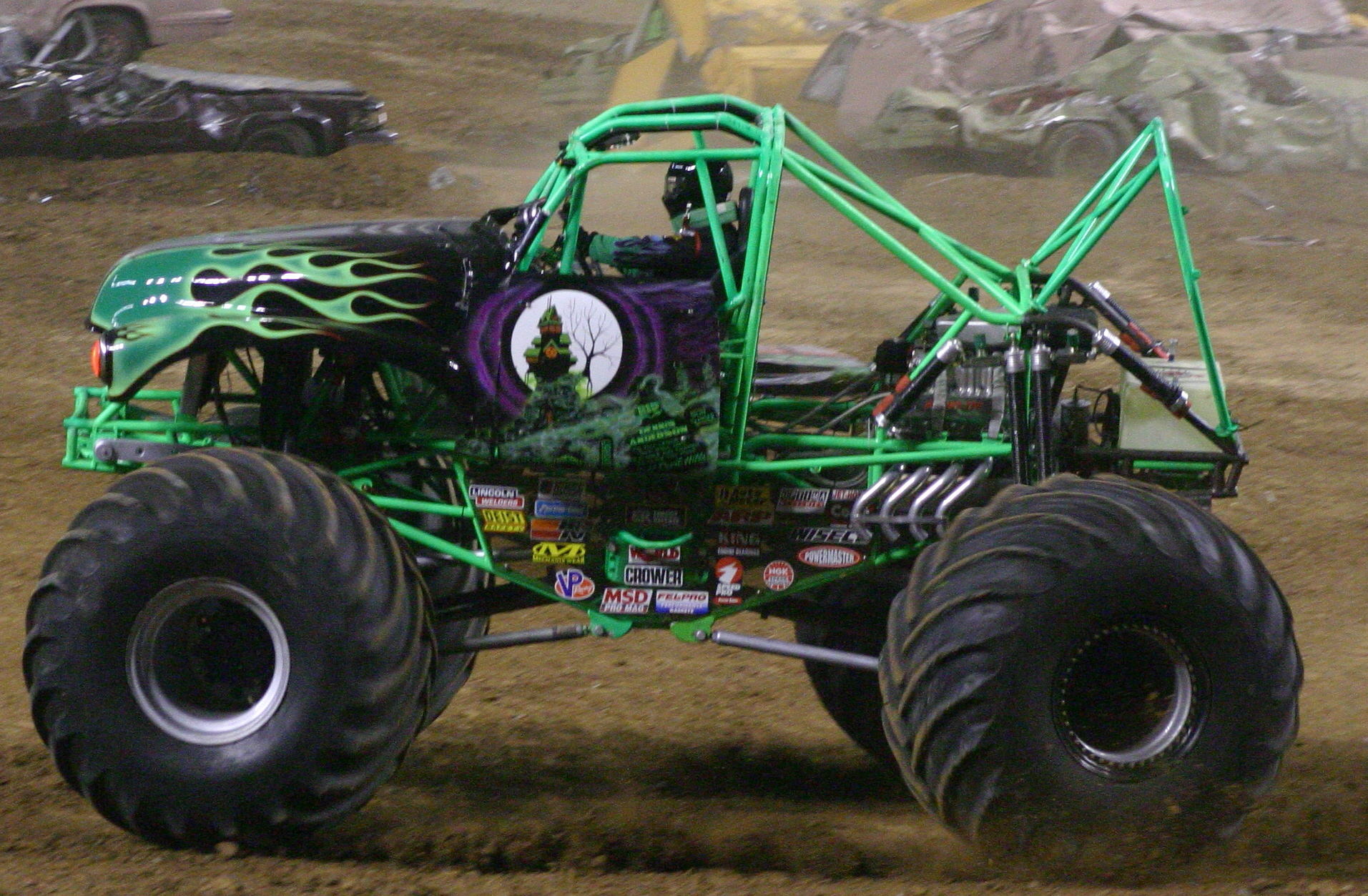
Внешний вид этого Grave Digger, без большей части обшивки, говорит о том, насколько на самом деле далеки бигфуты от настоящих грузовиков-пикапов

Monster Truck — автомобиль, чаще всего пикап, но бывают и с закрытом кузовом, измененный или специально построенный с очень большими колесами, подвеской с большим ходом и очень мощным двигателем. Такие автомобили создаются для участия в специальных соревнованиях — «Monster jam»-ах, включающих гонки по бездорожью, автотриал, прыжки через препятствия (обычно их сооружают из кузовов старых автомобилей) и различные акробатические номера. Не следует путать монстр-трак с колёсным снегоболотоходом, который, несмотря на внешнее сходство, является утилитарным транспортным средством для эксплуатации в условиях тяжёлого бездорожья.

## История
Первым автомобилем Monster Truck является Bigfoot, созданный Бобом Чандлером в 1975 году на базе своего автомобиля — полноприводного Ford F-250.

## Дизайн грузовиков
Современные бигфуты представляют собой полноприводные пляжные багги увеличенного размера. Как таковые они вообще не являются грузовиками-пикапами, а своё название они получили исключительно из-за формы стекловолоконного кузова, который применяется на таких автомобилях. Трубчатые шасси с четырёхточечной подвеской создаются индивидуально для каждого грузовика и позволяют создать дорожный просвет до 4-х футов (около 1,2м). Двигатель как правило располагается в базе, спереди. Двигатели Monster Truck-ов имеют механический наддув и работают на метаноле. Рабочий объём цилиндров может достигать 10 литров. Чтобы вращать огромные колеса, применяют мосты от тяжелых грузовиков и планетарный редуктор. Все грузовики имеют гидравлическое рулевое управление, передние колеса управляются рулем, а задние — переключателями. Как правило, используются шины «Терра» с размерами 1,7×1,1×0,6 м. На большинстве грузовиков устанавливаются модифицированные или специально созданные автоматические трансмиссии типа Turbo 400, Powerglide, Ford C6 transmission или Torque-flite 727. Некоторые грузовики применяют трансмиссию Lenco, которая уходит корнями в дрэг-рейсинг. Автоматические трансмиссии для грузовиков снабжены трансмиссионными тормозами и имеют усиленные детали и узлы.
Грузовики оборудуются большим количеством элементов безопасности. Некоторые из них необходимы для участия в соревнованиях на аренах небольших размеров. Многие грузовики имеют несколько выключателей зажигания в разных частях кузова для автоматического отключения двигателя в случае опрокидывания. Для улучшения обзора во многих грузовиках сидение водителя располагается в центре кабины. Большинство кабин закрыто поликарбонатом для защиты водителя от грязи. Водители обязаны надевать два несгораемых костюма, шлем, ремни безопасности и защиту для шеи. Многие подвижные элементы внутри кабины защищены экранами, а оборудование, которое находится под высоким давлением, удерживается ремнями.

## Примеры
В таблице представлены примеры некоторых автомобилей класса Monster Truck.
| Фото | Название               | Дата создания | Кузов             | Пилоты |
| ---- | ---------------------- | ------------- | ----------------- | --- |
|      | Batman (англ.)         | 2006          | авторский проект  | Джон Сисок |
|      | Bigfoot (англ.)        | 1975          | Ford F-250        | Дэн Рунт, Рон Бахман, Рудни Твиди, Найджел Моррис, Алан Хартсок, Эрик Мижер, Кейф Стуржен, Джерри Далтон, Брайан Бертолетти, Амбер Уокер |
|      | Bounty Hunter (англ.)  | 2000          | Ford Expedition   | Джимми Критен, Дуэйн Критен, Даррэн Мигуэс, Джо Миллер, Джей МакФерсон                                                                   |
|      | Cyborg (англ.)         | начало 1990-х | Ford F-150        | Джек Коберна |
|      | El Toro Loco (англ.)   | 2001          | авторский проект  | Марк МакДональд, Чак Вернер, Крис Бэйкер                                                                                                 |
|      | Grave Digger (англ.)   | 1981          | Chevy Panel truck | Деннис Андерсон, Гари Портер, Рэнди Браун, Чарли Поукен, Пабло Хаффакер, Род Шмидт, Чед Тинглер, Адам Андерсон                           |
|      | Iron Outlaw (англ.)    | 2005          | Ford Expedition   | Дуэйн Критен, Джо Миллер, Джей МакФерсон                                                                                                 |
|      | Raminator (англ.)      | 2002          | Dodge Ram         | Марк Холл, Джереми Дишман, Дэйл Биниер                                                                                                   |
|      | Scarlet Bandit (англ.) | 2000          | Ford Expedition   | Дуэйн Критен |